# Itapoá
Itapoá is een gemeente in de Braziliaanse deelstaat Santa Catarina. De gemeente telt 11.489 inwoners (schatting 2009).

## Aangrenzende gemeenten
De gemeente grenst aan Garuva, São Francisco do Sul en Guaratuba (PR).